# D'Artacán y los tres mosqueperros (película)
D'Artacán y los tres mosqueperros es una película española de aventuras de animación digital en 3D de 2021 dirigida por el veterano director de animación Toni García y escrita por Doug Langdale, basada en la serie de televisión de 1981 del mismo nombre, que a su vez es una adaptación bastante libre de la novela de Alejandro Dumas de 1844, Los tres mosqueteros. La productora de la película es Apolo Films (estudio de cine de BRB Internacional) en colaboración con el estudio indio Cosmos-Maya.

## Sinopsis
La acción tiene lugar en Francia en 1625. D’Artacán es un joven impulsivo que vive con sus padres en un pequeño pueblo en la Gascuña. Cuyo sueño y único objetivo en la vida es llegar a ser como su padre, un Mosqueperro del rey. Con su caballo Rofty, D’Artacán parte a la aventura hacia París. Allí se le une como escudero Pom, un ratón pendenciero y buscavidas.
Después de demostrar su habilidad y ganarse su confianza, él, junto a sus camaradas Mosqueperros Pontos, Amis y Dogos, deben luchar contra el malvado Cardenal Richelieu para defender al Rey y detener el complot del villano Richelieu y sus cómplices, luchando contra su poder y las amenazas de guerra que se ciernen entre Francia e Inglaterra.

## Elenco
Actores de voz:
- Miguel Ángel Pérez como Pom y D’Artacán
- Juan Perucho como Dogos
- Luis Reina como Amis
- Gabriel Jiménez como Pontos
- Eduardo Jover como el padre de D’Artacán
- Gloria Cámara como la madre de D’Artacán y Dama de la Reina
- Antonio Ramírez como Rofty, guardia del cardenal, y contrabandistas
- Ana Esther Alborg como Juliette
- Ana Ángeles García como reina Ana
- Abraham Aguilar como rey Luis XIII
- Juan Antonio Arroyo como el Cardenal Richelieu
- Ana María Marí como Milady de Winter
- Luis Bajo como conde de Rochefort
- Carlos Kaniowsky como el capitán de Tréville
- Vicente Gil como el capitán Widimer
- Mario Gas como el capitán Mixtolobo

## Producción
La productora BRB Internacional estaba planeando un nuevo largometraje CGI que se estrenaría en 2016, pero se retrasó por razones desconocidas. En abril de 2019, se anunció que Apolo Films se había hecho cargo de la producción de la película. El 11 de febrero de 2020 se reveló la primera imagen de la película.
La película cuenta con el guionista estadounidense Doug Langdale, responsable de películas de animación como Scooby-Doo! Shaggy’s Showdown, Guardianes de Oz o The Book of life entre otros, quien se ha encargado de la adaptación del guion original y el director es Toni García, quien debuta en la dirección de un largometraje, anteriormente había trabajado como ilustrador en series como El retorno de D’Artacán y director creativo y de arte de series como Mortadelo y Filemón, Willy Fog y Zipi y Zape.

### Música
La película mantiene el tema principal de apertura de la serie original compuesto por los hermanos Guido y Maurizio De Angelis. Además, han compuesto nuevas canciones para la película.

## Estreno y recepción
La película se estrenó el 18 de agosto de 2021 en España, inicialmente estaba previsto que se estrenara en cines el 22 de enero de 2021 pero su estreno se pospuso debido a la pandemia de COVID-19. El 25 de junio de 2021 se estrenó en 400 cines del Reino Unido, donde ocupó el décimo puesto en taquilla durante el primer fin de semana, y  unas semanas después en Portugal, donde lideró la taquilla.
La película fue muy bien acogida en España donde más de 215 000 espectadores acudieron a verla, además se estrenó en numerosos países, así que fue una de las producciones animadas españolas de 2021 más internacionales.

## Críticas
La película ha recibido críticas generalmente positivas de la presa especializada que sobre todo alaban que la nueva producción haya sabido respetar la esencia de la serie original adaptándola a los nuevos tiempos:
- Rubén Romero de la revista Cinemanía «Los retoques son mínimos (...) Es una animación en 3D, pero que mantiene la candidez original del 2D, reflejo de nuestra ingenuidad de entonces. Un tiempo en el que no solo ganaban los buenos, sino que además se ayudaban entre sí (...)»[16]
- Oti Rodríguez Marchante del Diario ABC «Es una esencia resumida y remozada de aquella coproducción internacional nacida y ejecutada al estilo de los dibujos animados japoneses (...) tiene la gracia de lo no novedoso, del transportín de nostalgia y de situarnos en ese territorio casi preanalógico (…)»[17]
- Carmen L. Lobo del Diario La Razón «Todos vuelven a la pantalla en una divertida historia cargada de humor, inocencia y acción (...) Una película apta para los menores que no conocieron aquel espacio televisivo legendario y para padres nostálgicos»[18]
- Beatriz Martínez del diario El Periódico «Una película en 3D que respeta la esencia del original, a pesar de que se ha adaptado a los nuevos tiempos»[19]
- Leslie Felperin del periódico británico The Guardian «En general, hay algo maravillosamente retro en ella, particularmente porque se ciñe a los fundamentos básicos de la historia de Dumas»[20]

## Secuela
La productora Apolo films está desarrollando una nueva serie de televisión, titulada D’Artacan, el héroe, que tiene lugar después de los eventos de la película.